# Beşiktaş Jimnastik Kulübü 2020-2021 (pallavolo femminile)
Questa voce raccoglie le informazioni riguardanti il Beşiktaş Jimnastik Kulübü nelle competizioni ufficiali della stagione 2020-2021.

## Organigramma societario
Area direttiva
- Presidente: Ahmet Nur Çebi

Area tecnica
- Allenatore: Uğur Ülkü
- Allenatore in seconda: Gökhan Keskin
- Assistente allenatore: Ebru Algür, Uğur Devrim
- Scoutman: Mert Balcı

## Rosa
| N° | Nome              | Ruolo | Data di nascita   | Nazionalità sportiva |
| -- | ----------------- | ----- | ----------------- | -------------------- |
| 1  | Zeynep Batmaz     | P     | -                 | Turchia              |
| 2  | Sinem Yıldız      | C     | 12 aprile 1986    | Turchia              |
| 2  | Tuana Öztürk      | O     | 19 luglio 2004    | Turchia              |
| 3  | Elif Teksoy       | P     | 2 aprile 2003     | Turchia              |
| 4  | Derin Taşdemir    | S     | 20 luglio 2002    | Turchia              |
| 5  | Lal Akin          | C     | 4 settembre 2005  | Turchia              |
| 6  | Ece Günesen       | L     | 21 gennaio 2002   | Turchia              |
| 6  | Ece Uçarı         | O     | -                 | Turchia              |
| 7  | Seda Tokatlıoğlu  | S     | 25 giugno 1986    | Turchia              |
| 8  | Göknur Silen      | P     | 4 aprile 2000     | Turchia              |
| 9  | Deniz Hakyemez    | S     | 3 febbraio 1983   | Turchia              |
| 10 | Sude Pehlivan     | C     | 8 gennaio 2002    | Turchia              |
| 11 | Ezgi Dilik        | P     | 12 giugno 1995    | Turchia              |
| 12 | Erçe Kasapoğlu    | L     | 6 giugno 1996     | Turchia              |
| 13 | Rida Erlalelitepe | S     | 22 luglio 1996    | Turchia              |
| 14 | Seray Altay       | O     | 25 agosto 1987    | Turchia              |
| 15 | Adlin Kaymaz      | L     | 15 settembre 2001 | Turchia              |
| 16 | Bengisu Aygün     | C     | 25 novembre 2004  | Turchia              |
| 19 | Gökçe Akkaya      | L     | 14 novembre 2002  | Turchia              |

## Statistiche

### Statistiche di squadra
| Competizione     | Punti | In casa | In casa | In casa | In trasferta | In trasferta | In trasferta | Totale | Totale | Totale |
| Competizione     | Punti | G       | V       | P       | G            | V            | P            | G      | V      | P      |
| ---------------- | ----- | ------- | ------- | ------- | ------------ | ------------ | ------------ | ------ | ------ | ------ |
| Sultanlar Ligi   | 6     | 15      | 1       | 14      | 15           | 1            | 14           | 30     | 2      | 28     |
| Coppa di Turchia | 0     | 0       | 0       | 0       | 0            | 0            | 0            | 3      | 0      | 3      |
| Totale           | -     | 15      | 1       | 14      | 15           | 1            | 14           | 33     | 2      | 31     |

G = partite giocate; V = partite vinte; P = partite perse

### Statistiche dei giocatori
| Giocatore       | Campionato | Campionato | Campionato | Campionato | Campionato | Coppa di Turchia | Coppa di Turchia | Coppa di Turchia | Coppa di Turchia | Coppa di Turchia | Totale | Totale | Totale | Totale | Totale |
| Giocatore       | P          | PT         | AV         | MV         | BV         | P                | PT               | AV               | MV               | BV               | P      | PT     | AV     | MV     | BV     |
| --------------- | ---------- | ---------- | ---------- | ---------- | ---------- | ---------------- | ---------------- | ---------------- | ---------------- | ---------------- | ------ | ------ | ------ | ------ | ------ |
| L. Akin         | 0          | 0          | 0          | 0          | 0          | 0                | 0                | 0                | 0                | 0                | 0      | 0      | 0      | 0      | 0      |
| G. Akkaya       | 4          | 0          | 0          | 0          | 0          | 0                | 0                | 0                | 0                | 0                | 4      | 0      | 0      | 0      | 0      |
| S. Altay        | 29         | 307        | 274        | 12         | 21         | 3                | 26               | 21               | 0                | 5                | 32     | 333    | 295    | 12     | 26     |
| B. Aygün        | 29         | 123        | 62         | 45         | 16         | 3                | 10               | 4                | 6                | 0                | 32     | 133    | 66     | 51     | 16     |
| Z. Batmaz       | 3          | 0          | 0          | 0          | 0          | 2                | 0                | 0                | 0                | 0                | 5      | 0      | 0      | 0      | 0      |
| E. Dilik        | 27         | 33         | 22         | 3          | 8          | 0                | 0                | 0                | 0                | 0                | 27     | 33     | 22     | 3      | 8      |
| R. Erlalelitepe | 26         | 184        | 157        | 9          | 18         | 3                | 5                | 3                | 0                | 2                | 29     | 189    | 160    | 9      | 20     |
| E. Günesen      | 6          | 3          | 3          | 0          | 0          | 2                | 0                | 0                | 0                | 0                | 8      | 3      | 3      | 0      | 0      |
| D. Hakyemez     | 26         | 78         | 68         | 3          | 7          | 0                | 0                | 0                | 0                | 0                | 26     | 78     | 68     | 3      | 7      |
| E. Kasapoğlu    | 27         | 0          | 0          | 0          | 0          | 1                | 0                | 0                | 0                | 0                | 28     | 0      | 0      | 0      | 0      |
| A. Kaymaz       | 8          | 0          | 0          | 0          | 0          | -                | -                | -                | -                | -                | 8      | 0      | 0      | 0      | 0      |
| T. Öztürk       | 3          | 3          | 3          | 0          | 0          | -                | -                | -                | -                | -                | 3      | 3      | 3      | 0      | 0      |
| S. Pehlivan     | 28         | 93         | 58         | 27         | 8          | 0                | 0                | 0                | 0                | 0                | 28     | 93     | 58     | 27     | 8      |
| G. Silen        | 17         | 1          | 1          | 0          | 0          | 0                | 0                | 0                | 0                | 0                | 17     | 1      | 1      | 0      | 0      |
| D. Taşdemir     | 24         | 137        | 121        | 5          | 11         | 3                | 16               | 13               | 0                | 3                | 27     | 153    | 134    | 5      | 14     |
| E. Teksoy       | 4          | 1          | 0          | 0          | 1          | 3                | 0                | 0                | 0                | 0                | 7      | 1      | 0      | 0      | 1      |
| S. Tokatlıoğlu  | 11         | 108        | 94         | 10         | 4          | 3                | 21               | 18               | 3                | 0                | 14     | 129    | 112    | 13     | 4      |
| E. Uçarı        | 4          | 9          | 8          | 0          | 1          | -                | -                | -                | -                | -                | 4      | 9      | 8      | 0      | 1      |
| S. Yıldız       | 13         | 53         | 38         | 9          | 6          | 3                | 7                | 5                | 1                | 1                | 16     | 60     | 43     | 10     | 7      |

P = presenze; PT = punti totali; AV = attacchi vincenti; MV = muri vincenti; BV = battute vincenti